# HD 50002
HD 50002，又名CP-70 560，SAO 256331、HR 2536，是一颗恒星，视星等为6.11，位于銀經281.07，銀緯-25.98，其B1900.0坐标为赤經6h 45m 56.1s，赤緯-70° -25.98′ 27″。